# BAFTA 2012
A 65.ª cerimônia do British Academy Film Awards, mais conhecida como BAFTA 2012, foi uma transmissão televisiva, produzida pela British Academy of Film and Television Arts (BAFTA), realizada em 12 de fevereiro de 2012, no Royal Opera House, em Londres, para celebrar as melhores contribuições, britânicas e internacionais, para a industria do cinema no ano de 2011. As nomeações foram anunciadas em 17 de janeiro de 2012, pelo ator Daniel Radcliffe e pela atriz Holliday Grainger.
Na cerimônia apresentada por Stephen Fry, o filme The Artist venceu sete das onze nomeações, incluindo Melhor Filme, Melhor Diretor (Michel Hazanavicius) e Melhor Ator (Jean Dujardin). Meryl Streep venceu a categoria de Melhor Atriz por The Iron Lady. Christopher Plummer venceu a categoria de Melhor Ator Coadjuvante por Beginners, e Octavia Spencer venceu a categoria de Melhor Atriz Coadjuvante por The Help. A obra Tinker Tailor Soldier Spy, dirigida por Tomas Alfredson, foi selecionada como o Melhor Filme Britânico de 2011.

## Vencedores e nomeados
| Melhor Filme The Artist - The Descendants - Drive - The Help - Tinker Tailor Soldier Spy | Melhor Diretor Michel Hazanavicius – The Artist - Tomas Alfredson – Tinker Tailor Soldier Spy - Lynne Ramsay – We Need to Talk About Kevin - Nicolas Winding Refn – Drive - Martin Scorsese – Hugo |
| Melhor Ator Jean Dujardin – The Artist como George Valentin - George Clooney – The Descendants como Matthew "Matt" King - Michael Fassbender – Shame como Brandon Sullivan - Gary Oldman – Tinker Tailor Soldier Spy como George Smiley - Brad Pitt – Moneyball como Billy Beane                                     | Melhor Atriz Meryl Streep – The Iron Lady como Margaret Thatcher - Bérénice Bejo – The Artist como Peppy Miller - Viola Davis – The Help como Aibileen Clark - Tilda Swinton – We Need to Talk About Kevin como Eva Khatchadourian - Michelle Williams – My Week with Marilyn como Marilyn Monroe |
| Melhor Ator Coadjuvante Christopher Plummer – Beginners como Hal Fields - Kenneth Branagh – My Week with Marilyn como Laurence Olivier - Jim Broadbent – The Iron Lady como Denis Thatcher - Jonah Hill – Moneyball como Peter Brand - Philip Seymour Hoffman – The Ides of March como Paul Zara                     | Melhor Atriz Coadjuvante Octavia Spencer – The Help como Minny Jackson - Jessica Chastain – The Help como Celia Rae Foote - Judi Dench – My Week with Marilyn como Sybil Thorndike - Melissa McCarthy – Bridesmaids como Megan Price - Carey Mulligan – Drive como Irene |
| Melhor Roteiro Original Michel Hazanavicius – The Artist - Woody Allen – Midnight in Paris - John Michael McDonagh – The Guard - Abi Morgan – The Iron Lady - Annie Mumolo, Kristen Wiig – Bridesmaids | Melhor Roteiro Adaptado Bridget O'Connor, Peter Straughan – Tinker Tailor Soldier Spy - George Clooney, Grant Heslov, Beau Willimon – The Ides of March - Alexander Payne, Nat Faxon, Jim Rash – The Descendants - Tate Taylor – The Help - Steven Zaillian, Aaron Sorkin – Moneyball |
| Melhor Cinematografia Guillaume Schiffman – The Artist - Jeff Cronenweth – The Girl with the Dragon Tattoo - Hoyte van Hoytema – Tinker Tailor Soldier Spy - Janusz Kamiński – War Horse - Robert Richardson – Hugo                                                                                                  | Melhor Estreia Britânica Tyrannosaur – Paddy Considine e Diarmid Scrimshaw - Attack the Block – Joe Cornish - Black Pond – Will Sharpe, Tom Kingsley e Sarah Brocklehurst - Coriolanus – Ralph Fiennes - Submarine – Richard Ayoade |
| Melhor Filme Britânico Tinker Tailor Soldier Spay - My Week with Marilyn - Senna - Shame - We Need to Talk About Kevin | Melhor Documentário Senna – Asif Kapadia - George Harrison: Living in the Material World – Martin Scorsese - Project Nim – James Marsh |
| Melhor Trilha Sonora Ludovic Bource – The Artist - Alberto Iglesias – Tinker Tailor Soldier Spay - Trent Reznor, Atticus Ross – The Girl with the Dragon Tattoo - Howard Shore – Hugo - John Williams – War Horse | Melhor Som Philip Stockton, Eugene Gearty, Tom Fleischman, John Midgley – Hugo - John Casali, Howard Bargroff, Doug Cooper, Stephen Griffiths, Andy Shelley – Tinker Tailor Soldier Spy - James Mather, Stuart Wilson, Stuart Hilliker, Mike Dowson, Adam Scrivener – Harry Potter and the Deathly Hallows – Part 2 - Nadine Muse, Gérard Lamps, Michael Krikorian – The Artist - Stuart Wilson, Gary Rydstrom, Andy Nelson, Tom Johnson, Richard Hymns – War Horse |
| Melhor Design de Produção Dante Ferretti, Francesca Lo Schiavo – Hugo - Laurence Bennett, Robert Gould – The Artist - Rick Carter, Lee Sandales – War Horse - Stuart Craig, Stephenie McMillan – Harry Potter and the Deathly Hallows – Part 2 - Maria Djurkovic, Tatiana MacDonald – Tinker Tailor Soldier Spy      | Melhores Efeitos Visuais Tim Burke, John Richardson, Greg Butler, David Vickery – Harry Potter and the Deathly Hallows – Part 2 - Robert Legato, Ben Grossmann, Joss Williams – Hugo - Joe Letteri – The Adventures of Tintin - Joe Letteri, Dan Lemmon, R. Christopher White – Rise of the Planet of the Apes - Ben Morris, Neil Corbould – War Horse |
| Melhor Figurino - Mark Bridges – The Artist - Jacqueline Durran – Tinker Tailor Soldier Spy - Michael O'Connor – Jane Eyre - Sandy Powell – Hugo - Jill Taylor – My Week with Marilyn | Melhor Maquiagem e Caracterização Marese Langan, J. Roy Helland, Mark Coulier – The Iron Lady - Julie Hewett, Cydney Cornell – The Artist - Amanda Knight, Lisa Tomblin, Nick Dudman – Harry Potter and the Deathly Hallows – Part 2 - Morag Ross, Jan Archibald – Hugo - Jenny Shircore – My Week with Marilyn |
| Melhor Edição Gregers Sall, Chris King – Senna - Anne-Sophie Bion, Michel Hazanavicius – The Artist - Dino Jonsater – Tinker Tailor Soldier Spy - Mat Newman – Drive - Thelma Schoonmaker – Hugo | Melhor Filme Estrangeiro La piel que habito - Incendies - Pina - Potiche - Jodaeiye Nader az Simin |
| Melhor Filme Animado Rango - The Adventures of Tintin - Arthur Christmas | Melhor Curta-Metragem de Animação A Morning Stroll – Grant Orchard, Sue Goffe - Abuelas – Afarin Eghbal, Kasia Malipan, Francesca Gardiner - Bobby Yeah – Robert Morgan |
| Melhor Curta-Metragem Pitch Black Heist – John Maclean, Gerardine O'Flynn - Chalk – Martina Amati, Gavin Emerson, James Bolton e Ilaria Bernardini - Only Sound Remains – Arash Ashtiani e Anshu Poddar - Mwansa the Great – Rungano Nyoni e Gabriel Gauchet - Two and Two – Babak Anvari, Kit Fraser e Gavin Cullen | Melhor Ator/Atriz em Ascensão Adam Deacon - Chris Hemsworth - Tom Hiddleston - Chris O'Dowd - Eddie Redmayne |